# Euproctis lindoe
Euproctis lindoe är en fjärilsart som beskrevs av Collenette 1947. Euproctis lindoe ingår i släktet Euproctis och familjen tofsspinnare. Inga underarter finns listade i Catalogue of Life.